# Dicranomyia vernalis
Dicranomyia vernalis är en tvåvingeart som beskrevs av Philippi 1866. Dicranomyia vernalis ingår i släktet Dicranomyia och familjen småharkrankar. Inga underarter finns listade i Catalogue of Life.